# ماریسیو ویکتورینو
ماریسیو ویکتورینو (اسپانیایی: Mauricio Victorino‎؛ زادهٔ ۱۱ اکتبر ۱۹۸۲) یک بازیکن فوتبال اهل اروگوئه است.

## تیم ملی
وی همچنین در تیم ملی فوتبال اروگوئه بازی کرده است.